# Symbiotaphrina buchneri
Espèce
Symbiotaphrina buchneri est une espèce de champignonss du genre Symbiotaphrina, incertae sedis dans la division des Ascomycota.